# تقادم
التقادم أو التخريد هو الحالة التي يكون عليها الكائن أو الخدمة أو الممارسة عندما يصبح غير مرغوباً على الرغم من أنه صالح للاستخدام، في كثير من الأحيان يحدث التقادم؛ لأن البديل الذي أصبح متوافراً أفضل منه في عدة جوانب، إن كلمة المتقادم تعني الشيء الذي لم يعد يستخدم فعلياً أو تم التخلص منه أو على الشيء القديم،عادةً ما يسبق التقادم انخفاض تدريجي في الشعبية.

## أنواع التقادم

### التقادم التقني
يحدث التقادم التقني عندما يحل مُنتج جديد محل القديم، ويصبح من المفضل استخدام التقنية الجديدة بدلاً من القديمة، من الأمثلة التاريخية على أن إحلال التقنيات سبباً في التقادم، إحلال الوسائط المتعددة عالية الجودة دي في دي دي في دي محل شريط الفيديو المسجل، والهاتف الناقل للصوت محل ترميز إشارات التلغراف الإلكترونية.

على نطاقٍ أضيق، فإن هناك منتجات معينة تقادمت؛ بسسبب إحلال إصدار أحدث من نفس المنتج، كما حدث مع العديد من المنتجات في صناعة الحواسيب، فعلى سبيل المثال، وحدات المعالجة المركزية في كثير من الأحيان تصبح قديمة؛ بسبب إنتاج وحدات معالجة مركزية أحدث وأسرع. من الجدير بالذكر أن التقادم السريع لصيغ البيانات والأجهزة والبرامج الداعمة لها يؤدي إلى فقدان الكثير من المعلومات المهمة، وهذا ما يسمى بالتقادم الرقمي.
هناك سبب تكميلي آخر للتقادم وهو أن تقنيات الدعم لإنتاج أو إصلاح المنتج لم تعد متوفرة، مثل العديد من الدارات المتكاملة، بما في ذلك وحدات المعالجة المركزية، والذاكرة، وحتى بعض القطع البسيطة لم تعد تنتج؛ لأن التقنية تم إحلالها أو ترك مطورها الأصلي العمل أو قام أحد المنافسين بشرائها لإنهائها حتى يقضي على المنافسين. إن من غير المجدي إعادة تطوير المنتج لتغطية تلك الجوانب وقد تم أساساً إحلال التقنية وظيفياً وإحلال نسب السعر والأداء. بعض المنتجات تصبح متقادمة تقنياً؛ بسبب تغيرات في المنتج ككل، فيصبح الإنتاج الوظيفي للمنتج الأول غير ضروري، كالسياط مثلاً في العربات التي تجرها الدواب أصبحت متقادمة؛ عندما بدأ الناس السفر في السيارات بدلاً من العربات التي تجرها الخيول.

### التقادم الوظيفي
بعض الأشياء تصبح متقادمة وظيفياً عندما تتوقف عن أداء عملها بالطريقة المطلوبة كما كانت في السابق؛ إما بسبب طبيعة الإهلاك أو بسبب بعض التصرفات الحائلة، فمثلاً لو تم اعتماد تقنية هاتف نقّال جديدة، ولم يعد هناك وجود لمزود خدمات للتقنية السابقة يمكن الاعتماد عليه؛ فإن أي هاتف يستخدم التقنية القديمة سوف يصبح متقادم؛ بسبب عدم القدرة على الوصول إلى الخدمة.بطبيعة الحال فإن المنتجات التي تستهلك أو تتعرض للكسر، يمكن أن تتقادم إذا لم تعد أجزاؤها متوفرة أو إذا كانت تكلفة إصلاحها أو استبدال القطع أعلى من تكلفة شراء منتج جديد، في كثير من الأحيان يكون المنتج مصمم لاستخدام عناصر أسرع في التركيب، مثل تبطين الأحذية بمطاط ناعم بدلاً من استخدام مطاط الإطارات.

### التقادم المخطط
أحيانا يتعمد المسوقين تقديم التقادم في استراتيجياتهم؛ بهدف إنتاج حجم مبيعات طويلة الأجل عن طريق تقليل الوقت بين تكرار المشتريات مرة أخرى، ومثال على ذلك إنتاج أجهزة عمرها الإنتاجي خمس سنوات من شرائها؛ لدفع المستهلكين لتغيرها بعد خمس سنوات من الشراء.

### تقادم الشكل

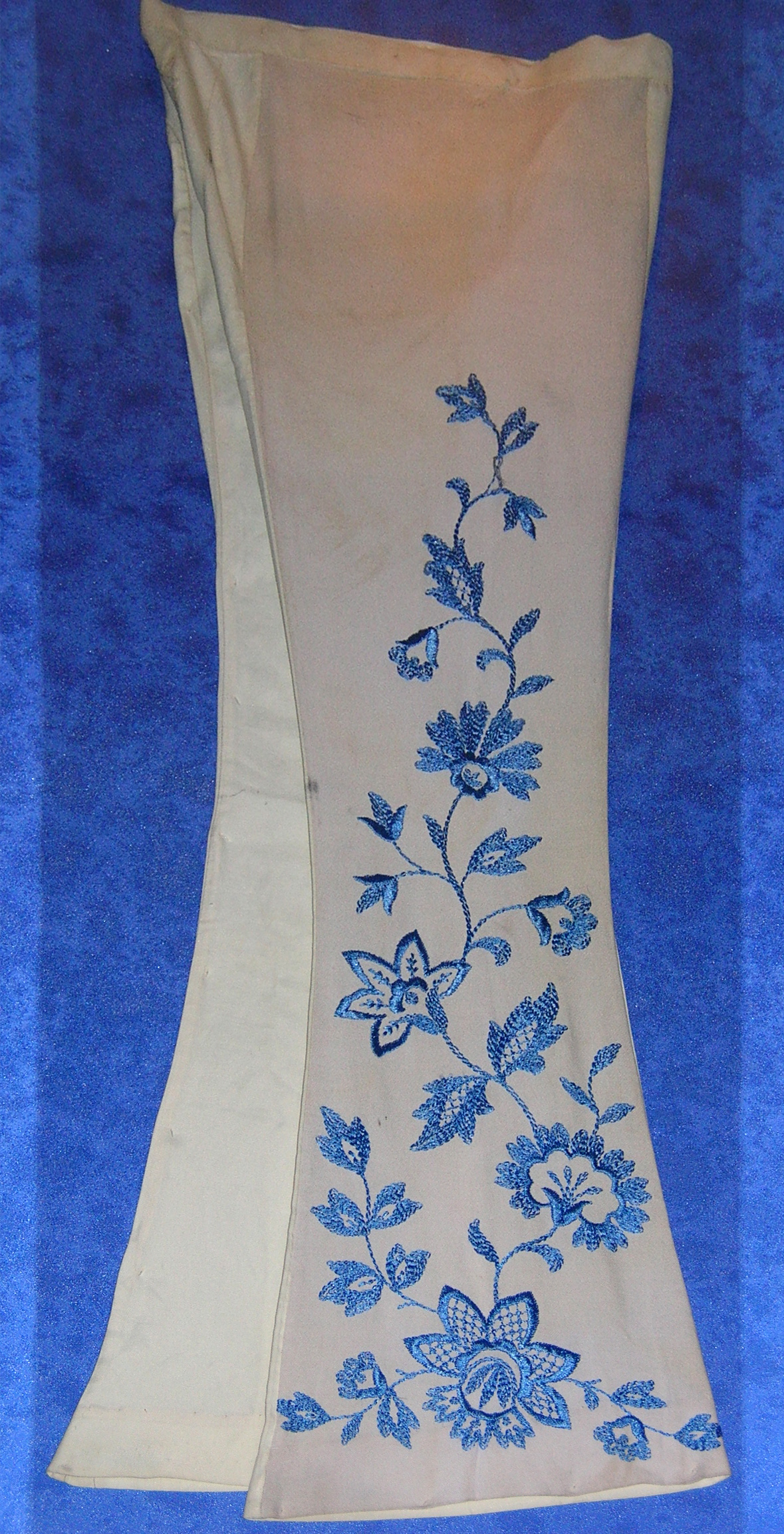
جيمي هندريكس's bell-bottoms

عندما يصبح شكل اللبس غير متلاءم مع الأزياء المشهورة، أي يصبح شكله متقادم، مثل قصة اندلاع ساق الجينز مع أنه يؤدي مهمته بأكمل وجه إلا أن هذا النوع من القصات لم يعد مرغوباً. من الممكن لبعض المنتجات استعادة شهرتها تدريجاً بسبب دورة الأزياء (بالإنجليزية: fashion cycle)، مثل ما حدث مع ال "acid-wash" jeans فقد كان مشهورة أيام الثمانينات ثم أصبحت متقادمة في منتصف التسعينات ثم عادت إلى الشهرة في عام 2000.

### التقادم المؤجل
يشير التقادم الموجل إلى الحالة التي لا يتم فيها إدخال التقنيات الجديدة على المنتج، حتى لو كان ذلك ممكناً، مثلاً عندما يطور المصنع سمة جديدة في خط إنتاجه للسيارات، ولكنه يختار عدم تطبيق تلك السمة في خط إنتاجه للسيارات الأقل قيمة.

### إدارة التقادم
تشير إدارة التقادم إلى الإجراءات المؤخوذة للتخفيف من آثار التقادم، وتتضمن تلك الإجراءات آخر المشتريات وعمرها، ورصد التقادم.